# Benkő Henrik
Benkő Henrik Elek (Körmend, 1858. március 16. – Zürich, 1918. április 29.) magyar karmester és zeneszerző. Unokája Benkő Zoltán zongoraművész és zenepedagógus.

## Életpályája
Benkő Ferenc és Jurhan Amália evangélikus vallású szülők gyermekeként született. 1865-ben települt családjával a fővárosba. A Nemzeti Zenedében kezdte tanulmányait, 1873 és 1878 között Bécsben a Gesellschaft der Musikfreunde konzervatóriumában az idősebb Joseph Hellmesberger (hegedű) és Anton Bruckner (zeneszerzés) növendékeként folytatta.
Pályáját az osztrák fővárosban tanítással kezdte, majd hazatérése után, 1882-től a Nemzeti Színház, illetve megnyitásától az Operaház zenekarának brácsása. 1884-től 1902-ig a Nemzeti Zenede összhangzattan tanára is. 1887-től 1910-ig főként a balettelőadások karmestere az Operaházban. 1886-tól három éven át a Budapesti Filharmóniai Társaságnak titkára. 1910-ben nyugalomba vonult. 1918-ban baleset következtében elhunyt.

## Családja
Felesége alapi Salamon Gizella (1862–1908) volt.
Gyermekei:
- Benkő Géza (1883–1906)[4] segédjegyző.
- Benkő Olga (1885–1957).[5] Férje Ottlik József.
- Benkő István (1889–1939). Felesége Kiss Sarolta.
- Benkő László (1902–1982).[6] Első felesége Szücs Julianna (1895–1930), második felesége Povráznik Anna.

## Művei
Zenekari művek, vonósnégyesek, dalok, melodrámák, szonáta hegedűre és zongorára.

## Könyvei
- Összhangzattan. A nemzeti zenede használatára (1. kiad.: 1886, 2. jav. bőv. kiad.: 1898, Harmónia K.)
- Függelék az Összhangzattan újabb kiadásához (1898)
- Zene- és színművészetünk